# Mullitzbach (Virgental)
Der Mullitzbach (auch: Mulitzbach) ist ein Bach in der Gemeinde Virgen (Bezirk Lienz). Der Mullitzbach mündet nordwestlich von Rain in die Isel.

## Verlauf
Der Mullitzbach entspringt an den Nordflanken von Scheibe und Hofspitze im Bereich der Lasörlinghütte. Zudem wird ein Quellbach von der Gumpenlacke gespeist. Der Mullitzbach fließt in nordöstlicher Richtung durch das Hochtal Mullitz und erreicht danach die Almflächen der Rainer Alm. Nordöstlich der Rainer Alm nimmt die Bewaldung stark zu, zunächst vor allem am rechten, danach an beiden Ufern. Der Mullitzbach fließt im bewaldeten Bereich östlich an der Stadleralm vorbei, im Unterlauf ist der Bach bis zum Eintritt ins Virgental durchgehend bewaldet. Lediglich kurz vor der Mündung wurden die Waldflächen zugunsten landwirtschaftlicher Nutzflächen teilweise gerodet. 